# L'arte di arrangiarsi (film 1954 Stati Uniti d'America)
L'arte di arrangiarsi (Baby Butch) è un film del 1954 diretto da William Hanna e Joseph Barbera. È l'ottantaquattresimo cortometraggio della serie Tom & Jerry, distribuito il 14 agosto del 1954 dalla Metro-Goldwyn-Mayer.

## Trama
Butch sta cercando disperatamente qualcosa da mangiare, quando vede un prosciutto su una finestra della casa in cui Tom e Jerry vivono. Decide così di presentarsi travestito da neonato davanti alla porta della casa. Dopo averlo portato dentro, Tom va a prendergli un biberon di latte; nel frattempo Butch ruba il prosciutto e lo nasconde dietro a una poltrona. Jerry intanto prende a sua volta il prosciutto e fugge; Butch riesce a riprenderlo, ma, all'atto di mangiarlo, è costretto a nasconderlo per non farsi scoprire da Tom. In seguito Butch deve fare il bagnetto, ma poco prima Jerry prende il prosciutto e scappa. Butch lo insegue, finché si schianta contro un mobile e viene raggiunto da Tom, che inizia a seguire Jerry per riprendersi il prosciutto e metterlo in frigorifero. Dopodiché Tom accompagna Butch fuori casa, ma Jerry prende di nuovo il prosciutto, così Tom inizia a inseguirlo. Butch ne approfitta per rubare svuotare il frigorifero e scappare, ma Jerry riesce a fermarlo. Nel finale i tre si mettono a mangiare il prosciutto, ma Butch inizia a prenderlo a morsi, così Tom e Jerry cercano di fermarlo.